# Оглоблин, Николай Николаевич
Никола́й Никола́евич Огло́блин (1852, Киев — после 1919) — русский историк-археограф.

## Биография
Родился в 1852 году в Киеве. Сын протоиерея Николая Яковлевича Оглоблина.
Учился в Киевской духовной академии и Санкт-Петербургском археологическом институте, который окончил с золотой медалью за карту Полоцкого повета во второй половине XVI века, с объяснительной к ней запиской (в III и IV книгах «Сборника Археологического института»).
Поступив на службу в «учёное отделение» Московского архива Министерства юстиции, в 1884 году напечатал «Обозрение историко-географических материалов XVII и начала XVIII вв., заключающихся в книгах Разрядного приказа», а в 1886 году — «Провинциальные архивы в XVII в.».
Ему было поручено составить учёное обозрение-опись всех документов Сибирского приказа. В 1894 году эта колоссальная работа была закончена и в 1895 году появился её первый том в издании Императорского общества истории и древностей Российских при Московском университете, под заглавием «Обозрение столбцов и книг Сибирского приказа (1592—1768). Часть I. Документы воеводского управления». Этот том был удостоен Академией наук премии И. М. Сибирякова, специально предназначенной для работ по истории Сибири.
Помимо названных трудов напечатал и отдельно, и в журналах свыше ста статей, заметок, сообщений и мелких исследований. Оглоблин не только создал новый и целесообразный тип архивного обозрения, но и образовал категорию архивных работников, которыми в настоящее время держится Московский архив Министерства юстиции.
В марте 1897 года Оглоблин вышел в отставку в связи с прекращением учёной деятельности архива при новой администрации.
После 1902 года исторические работы Оглоблина появлялись редко, но в «Историческом вестнике», «Русском богатстве», «Вестнике знания» и других изданиях печатались его путевые заметки и результаты наблюдений за провинциальными, в особенности деревенскими, настроениями послереволюционной поры. Выступая как публицист, Оглоблин путешествовал по малым рекам Центральной России, анализировал жизнь провинции, большое внимание уделял становлению и развитию транспорта, в основном речного. Особый интерес представляют его очерки, посвящённые бурлачеству, которые по-новому открывают это явление, очерк «Василий Тюлин», посвященные известному рассказу В. Г. Короленко «Река играет» и его героям.
После 1900 года Оглоблин подолгу живёт в Васильсурске, в селе Благовещенском (ныне Нижегородской области), в Орехово-Зуеве у своего брата В. Н. Оглоблина, который работал там управляющим на фабриках Саввы Морозова.
После 1919 году жизнь учёного неясна. Оглоблины покинули Орехово-Зуево и уехали за границу, и дальнейшая их судьба и местопребывание пока неизвестны.

## Избранная библиография

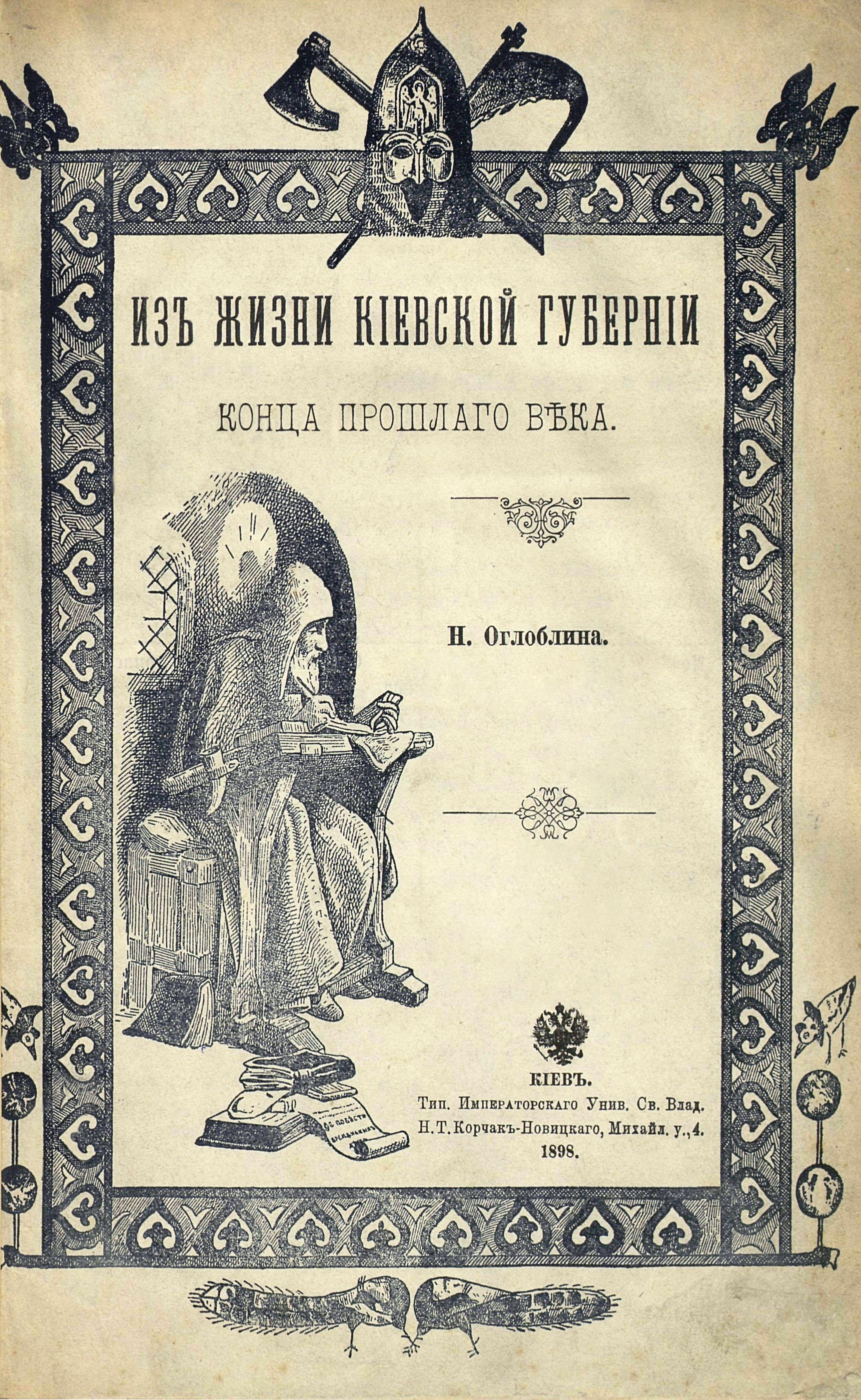
Титульный лист книги «Из жизни Киевской губернии конца прошлого века».

- Обозрение историко-географических материалов XVII и начала XVIII вв., заключающихся в книгах Разрядного приказа / Сост. Н. Н. Оглоблин. — Москва: тип. Л. Ф. Снегирева, 1884. — [2], 370, VII с.
- «Киевский стол Разрядного приказа» (Киев, 1886),
- Провинциальные архивы в XVII веке: (Очерк из истории арх. дела в России) / [Действ. чл. Н. Оглоблин]. — [Санкт-Петербург]: тип. В. Безобразова и К°, [1886]. — 133 с.
- Новые данные о Вл. Атласове Архивная копия от 18 октября 2012 на Wayback Machine // Чтения в обществе истории и древностей российских при Московском университете. Кн. I. — М., 1888. — C. 1 — 30
- Бунт Сквирского магистрата  // Киевская старина, 1888. № 8.
- Московская померная изба. — М.: Унив. тип, 1889. — 24 с.
- Семён Дежнёв. (1638—1671 гг.): (Новые данные и пересмотр старых). — Санкт-Петербург: тип. Балашева, 1890. — [1], 60 с.
- «Смерть Семена Дежнёва в Москве в 1873 г.» (СПб., 1891),
- «Две„скаски“ Вл. Атласова об открытии Камчатки» // Чтения в Об-ве истории и древностей российских. М., 1891. Кн. 3 Архивная копия от 18 октября 2012 на Wayback Machine.
- Источники «Чертежной книги Сибири» Семена Ремезова. — Санкт-Петербург: ред. журн. «Библиограф» (Н. М. Лисовского), 1891. — 12 с.;
- «К истории Челобитного приказа» // Журнал министерства народного просвещения. Ч. 6.— СПб., 1892.
- Путевые записки морехода И. М. Соловьева Архивная копия от 13 января 2021 на Wayback Machine // Русская старина. Том LXXV. 1892. Вып. 7—9. — С. 767—784.
- Заговор томской «литвы» в 1634 г. — Киев: тип. Г. Т. Корчак-Новицкого, 1894. — [2], 11 с.
- К биографии Владимира Атласова / [Д. чл.] Н. Оглоблин. — Москва: Унив. тип., 1894. — 18 с.
- Источники «Чертежной книги Сибири» Семена Ремезова Архивная копия от 30 января 2013 на Wayback Machine // «Библиограф». Журнал историко-литературный и библиографический, выходящий под редакцией Н. М. Лисовскаго». 1891 г., № 1 — С.-Петербург.
- «Происхождение провинциальных подьячих XVII в.» (СПб., 1894).
- Заговор томской «литвы» в 1634 г.. — Киев: тип. Г. Т. Корчак-Новицкого, 1894. — [2], 11 с.
- Обозрение столбцов и книг Сибирского приказа (1592—1768 гг.). Часть I. — Москва, 1895.
- Розыск 1666 г. о злоупотреблениях московских ратных людей в Малороссии / [Соч.] Н. Оглоблина. — Киев: тип. Г. Т. Корчак-Новицкого, 1895. — [2], 36 с.
- Из жизни Киевской губернии конца прошлого века / [Соч.] Н. Оглоблина. — Киев: тип. Ун-та св. Владимира Н. Т. Корчак-Новицкого, 1898. — 18 с.
- Якутский розыск о розни боярских детей и казаков: очерк из жизни XVII века / Н. Оглоблин. — Москва: Изд. магазина «Книжное дело», 1902. — 18 с.
- К характеристике русского общества в 1812 году / [Соч.] Н. Оглоблина. — Киев: тип. М. М. Фиха, 1901. — [2], 84 с.;
- К истории Томского бунта 1648 года — М.: Унив. тип., 1903. — 30 с.
- Оглоблин Н. Н. Речные проселки. Сост. Н. В. Морохин, Д. Г. Павлов. — Н. Новгород: Книги. — 2010. — (Записки краеведов. Нижегородская область; 2010. Специальный вып.). — ISBN 978-5-94706-076-8

Журнальные статьи:
- Бунт и побег на Амур «воровского полка» М. Сорокина. (Очерк из жизни XVII века) Архивная копия от 3 ноября 2013 на Wayback Machine // Русская старина, 1886. — Т. 96. — № 1. — С. 205—224.
- Голод в Нижегородской губернии в 1753—1755 гг. Архивная копия от 27 декабря 2013 на Wayback Machine // Исторический вестник, 1891. — Т. 46. — № 12. — С. 847—851.
- Нерчинский заговор о побеге на Амур и на острова восточного океана. (Очерк из жизни XVII в.) Архивная копия от 3 ноября 2013 на Wayback Machine // Русская старина, 1896. — Т. 88. — № 10. — С. 121—129.
- «Женский вопрос» в Сибири в XVII веке Архивная копия от 27 декабря 2013 на Wayback Machine // Исторический вестник, 1890. — Т. 41. — № 7. — С. 195—207.
- «Смутное время» в городе Ольшанске. (Очерк из быта служилых людей начала XVIII века) Архивная копия от 27 декабря 2013 на Wayback Machine // Исторический вестник, 1890. — Т. 41. — № 8. — С. 428—444.
- Наезд. (Очерк из жизни Малороссии конца XVIII в.) Архивная копия от 24 июля 2021 на Wayback Machine // Исторический вестник, 1893. — Т. 52. — № 6. — С. 732—746.
- Первый японец в России. 1701—1705 гг. Архивная копия от 3 марта 2021 на Wayback Machine // Русская старина. 1891. Т. 72. — С. 11—24.
- Народная смута на Вятке из-за «кормления» воевод. (Очерк из жизни XVII века) Архивная копия от 27 декабря 2013 на Wayback Machine // Исторический вестник, 1892. — Т. 49. — № 7. — С. 165—184.
- Сибирские дипломаты XVII века. (Посольские «статейные списки») Архивная копия от 27 декабря 2013 на Wayback Machine // Исторический вестник, 1890. — Т. 46. — № 10. — С. 156—171.
- К вопросу о христианском имени Ермака  // Библиограф. 1894. Вып. 1. — С. 23.
- Якутский розыск о розни детей боярских и казаков (Очерк из жизни XVII в.) // Русская старина. 1897. № 8. — С. 375—392.
- Красноярский бунт. 1695—1698 Архивная копия от 18 октября 2012 на Wayback Machine // Журнал Министерства народного просвещения. часть  CCXXXV (№ 5). Отд. 2. — С.-Петербург. — 1901 г. — С. 25—69.
- К истории полярной экспедиции Бахова и Шалаурова в 1757—1760 гг.. // Журнал Министерства Народного Просвещения. Седьмое десятилетие. Часть CCCXXXXI. 1902. Июнь. — С. 269—298.
- Восточно-сибирские полярные мореходы XVII в. // Журнал Министерства народного просвещения. 1903. № 5. Отд. 2. СПб. — С. 38—62.
- К истории Томского бунта 1648 г. Архивная копия от 16 ноября 2020 на Wayback Machine // Чтения в Обществе истории и древностей российских. 1903. Кн. 3. — С. 44—73.
- На озере Светлояре. (Из путевых заметок) Архивная копия от 2 января 2014 на Wayback Machine // Русское богатство, 1905, № 6, с. 131—158.
- Не жизнь, а декорация... : (из провинциальных настроений/ Н. Н. Оглоблин // Исторический вестник. — 1911. — Т. 123, № 1. — С. 141—165; № 2. — С. 578—603.